# Pangrango
Pangrango – wulkan położony w Indonezji, w zachodniej części Jawy, tworzący wspólny masyw z sąsiednim wulkanem Gede.
Pangrango wznosi się na wysokość 3019 m n.p.m. (inne źródła podają też 3008 m). Minimalna deniwelacja względna (wybitność) wynosi 2426 m. Izolacja topograficzna góry (odległość od najbliższego szczytu o takiej samej wysokości) wynosi 159,69 km – najbliższą wyższą górą jest wulkan Cereme.
Stożek wulkanu Pangrango wznosi się w północno-wschodniej części starszej kaldery i uważa się go za wygasły. Tworzy on wspólny masyw z nieco niższym, aktywnym wulkanem Gede (którego ostatnia erupcja miała miejsce w 1957 r.). Górują one nad pobliskimi miastami Cianjur, Sukabumi i Bogor. W obrębie masywu znajduje się popularny Park Narodowy Gunung Gede Pangrango. 

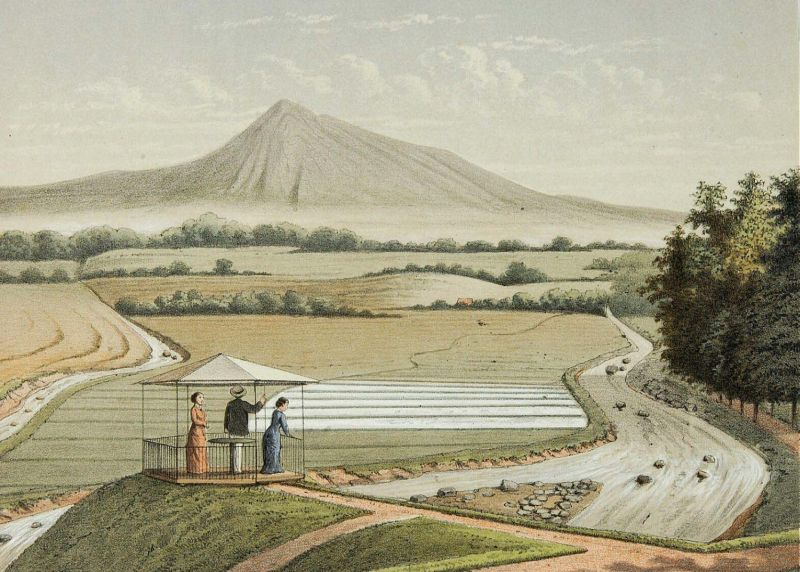
Litografia z roku 1880 przedstawiająca wulkan Pangrango